# Conrado Perez Armenteros
Conrado Perez Armenteros, född 26 december 1950, är en kubansk basketspelare som tog tog OS-brons 1972 i München. Detta var Kubas första tillika enda OS-medalj i basket.